# نظریه ذره‌ای نور
در اپتیک، نظریه ذره‌ای نور (به انگلیسی: Corpuscular theory of light) بیان می‌کند که نور از ذره‌های جداگانه کوچکی به نام «ذرات کوچک» تشکیل شده است که در یک خط مستقیم با سرعت محدود حرکت می‌کنند و دارای انگیزه هستند. این بر اساس یک توصیف جایگزین از اتم‌گرایی در دوره زمانی بود.
اسحاق نیوتن با کار خود در اپتیک پایه‌های این نظریه را بنا نهاد. این تصور اولیه از تئوری ذرات نور، پیشروی اولیه برای درک نوین از فوتون بود. این نظریه در سدهٔ هجدهم بر مفاهیم نور تسلط یافت، و جایگزین نظریه‌های ارتعاشی برجسته پیشین شد، جایی که نور به عنوان «فشار» محیط بین منبع و گیرنده در نظر گرفته می‌شد که ابتدا توسط رنه دکارت و بعدها در نظریه‌های بیشتر در شکل تصفیه‌شده توسط کریستیان هویگنس مورد حمایت قرار گرفت. در آغاز سدهٔ نوزدهم، از آنجایی که نظریه موجی نور شواهد تجربی جدیدی را جمع‌آوری کرد، این امر از بین می‌رفت.